# 国際連合安全保障理事会決議60
国際連合安全保障理事会決議60（こくさいれんごうあんぜんほしょうりじかいけつぎ60、英: United Nations Security Council Resolution 60, UNSCR60）は、1948年10月29日に国際連合安全保障理事会で採択された決議。パレスチナ情勢に関するもの。英国、中華民国（en: Republic of China (1912–1949)）、フランス、ベルギー、ウクライナ・ソビエト社会主義共和国からなる小委員会を設立し、同委員会は文書 S/1059/Rev.2 に含まれる決議案第2案に対して既になされたまたはこれからなされるあらゆる修正・見直しを、修正された決議案を基に調停官代理と協議の上、検討を行うことを決定した。
決議は無投票で採択された。